# Rapisma daianum
Rapisma daianum är en insektsart som beskrevs av C.-k. Yang 1993. Rapisma daianum ingår i släktet Rapisma och familjen Rapismatidae. Inga underarter finns listade i Catalogue of Life.